# Colômbia nos Jogos Pan-Americanos de 2019
A Colômbia competiu nos Jogos Pan-Americanos de 2019 em Lima, Peru, de 26 de julho a 11 de agosto de 2019.
A delegação colombiana consistiu em 349 atletas, a maior da história.
Durante a cerimônia de abertura dos jogos, o boxeador Yuberjen Martínez foi o porta-bandeira do país.

## Atletas
Abaixo está a lista do número de atletas (por gênero) participando dos jogos por esporte/disciplina.
| Esporte              | Masculino | Feminino | Total |
| -------------------- | --------- | -------- | ----- |
| Badminton            | 0         | 1        | 1     |
| Basquetebol          | 0         | 12       | 12    |
| Beisebol             | 24        | 0        | 24    |
| Boxe                 | 8         | 4        | 12    |
| Boliche              | 2         | 2        | 4     |
| Canoagem             | 1         | 2        | 3     |
| Caratê               | 7         | 4        | 11    |
| Ciclismo             | 13        | 11       | 24    |
| Esgrima              | 7         | 6        | 13    |
| Esqui aquático       | 3         | 3        | 6     |
| Fisiculturismo       | 1         | 1        | 2     |
| Futebol              | 0         | 18       | 18    |
| Golfe                | 2         | 2        | 4     |
| Hipismo              | 8         | 1        | 9     |
| Judô                 | 5         | 5        | 10    |
| Levantamento de peso | 6         | 6        | 12    |
| Lutas                | 7         | 4        | 11    |
| Natação artística    | —         | 9        | 9     |
| Pentatlo moderno     | 1         | 1        | 2     |
| Raquetebol           | 2         | 2        | 4     |
| Rugby sevens         | 0         | 12       | 12    |
| Saltos ornamentais   | 4         | 4        | 8     |
| Squash               | 3         | 3        | 6     |
| Surfe                | 1         | 1        | 2     |
| Taekwondo            | 4         | 4        | 8     |
| Tênis                | 3         | 3        | 6     |
| Tênis de mesa        | 1         | 3        | 4     |
| Tiro com arco        | 4         | 4        | 8     |
| Tiro esportivo       | 2         | 2        | 4     |
| Triatlo              | 2         | 2        | 4     |
| Vela                 | 3         | 0        | 3     |
| Voleibol             | 0         | 14       | 14    |
| Total                | 124       | 146      | 270   |